# Stigmacros extreminigra
Stigmacros extreminigra är en myrart som beskrevs av Mcareavey 1957. Stigmacros extreminigra ingår i släktet Stigmacros och familjen myror. Inga underarter finns listade i Catalogue of Life.